# Classe Kawachi
A Classe Kawachi (河内型戦艦) foi uma classe de navios couraçados operados pela Marinha Imperial Japonesa, composta pelo Kawachi e Settsu. Suas construções começaram no início do século XX nos estaleiros do Arsenal Naval de Yokosuka e no Arsenal Naval de Kure; o batimento de quilha do Settsu ocorreu em janeiro de 1909, enquanto do Kawachi aconteceu quatro meses depois em abril. A classe foi encomendada após o fim da Guerra Russo-Japonesa como os primeiros couraçados dreadnought japoneses, com sua intenção sendo fazer parte do recém adotado Plano Oito-Oito, que requeria uma frota formada principalmente por oito couraçados e oito cruzadores.
Os dois couraçados da Classe Kawachi tinham um comprimento de fora a fora que ficava entre 160 e 162 metros, boca de 25 metros, calado de oito metros e um deslocamento normal que podia chegar a mais de 21 mil toneladas. Seus sistemas de propulsão eram compostos por dezesseis caldeiras a carvão que alimentavam duas turbinas a vapor, que por sua vez giravam duas hélices até uma velocidade máxima de 21 nós (39 quilômetros por hora). Os navios eram armados com uma bateria principal formada por doze canhões de 305 milímetros montados em seis torres de artilharia duplas, enquanto seu cinturão de blindagem tinha entre 127 e 305 milímetros de espessura.
Ambas as embarcações entraram em serviço em 1912. Eles participaram de uma única operação durante a Primeira Guerra Mundial, bombardeando fortificações alemães em outubro e novembro de 1914 no Cerco de Tsingtao. O Kawachi afundou em julho de 1918 depois de uma explosão interna em um de seus depósitos de munição, com mais de seiscentos mortos. O Settsu foi desarmado em 1922 de acordo com os termos do Tratado Naval de Washington e convertido dois anos depois em um navio alvo. Ele exerceu essa função até ser danificado por ataques aéreos norte-americnaos em julho de 1945 na Segunda Guerra Mundial, sendo desmontado depois do conflito.